# Casa Guardiola (Terrassa)
La Casa Guardiola és un edifici del centre de Terrassa situat al carrer de Sant Antoni, protegit com a bé cultural d'interès local.

## Descripció
Aquest antic habitatge unifamiliar de planta rectangular està format per planta baixa i dos pisos. La façana, de composició simètrica, mostra tres obertures allindanades a cada pis, amb balcons a les dues plantes superiors.

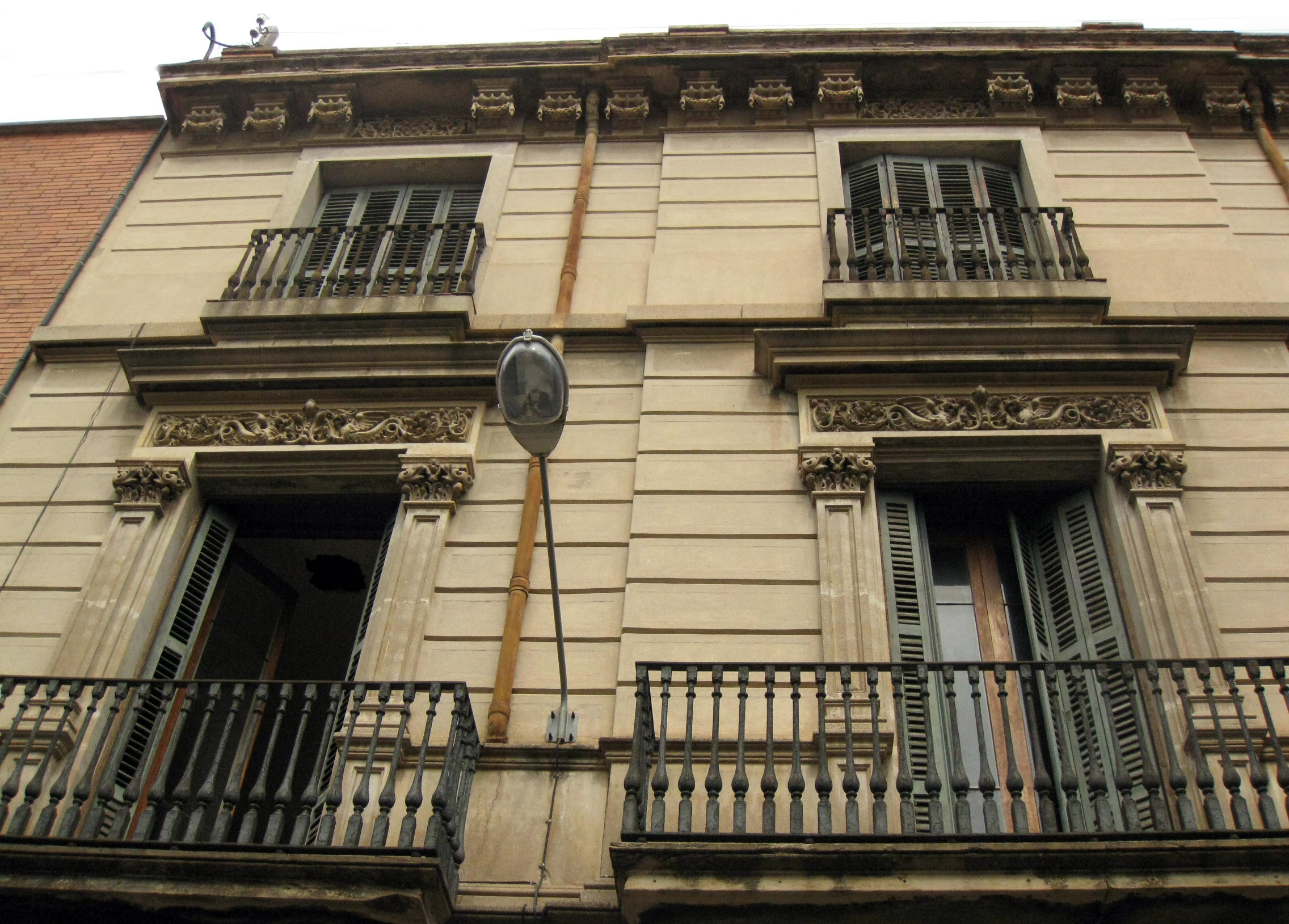
Detall dels balcons de la façana

Com a conseqüència de la reforma realitzada cap al 1940, per tal de convertir l'edifici en un habitatge plurifamiliar, es dividí en tres pisos, canviant l'escala i accedint-hi per l'obertura esquerra, convertida en porta i substituint l'anterior accés centrat. A la part posterior hi ha un jardí.

## Història
La Casa Guardiola va ser construïda a final del segle xix. Posteriorment, cap al 1940, l'arquitecte Ignasi Escudé i Gibert dirigí les obres de transformació de l'edifici en un habitatge plurifamiliar.